# OW Весов
OW Весов (лат. OW Librae) — одиночная переменная звезда в созвездии Весов на расстоянии (вычисленном из значения параллакса) приблизительно 14515 световых лет (около 4450 парсеков) от Солнца. Видимая звёздная величина звезды — от +17,9m до +16,6m.

## Характеристики
OW Весов — пульсирующая переменная звезда типа RR Лиры (RRAB).